# Renúncia (ato)
Renúncia é o ato formal de deixar um cargo ou posição. A renúncia pode ocorrer quando uma pessoa que ocupa um cargo obtido por eleição ou nomeação deixa o cargo, mas deixar o cargo ao término de um mandato, ou optar por não buscar um mandato adicional, não é considerado renúncia.
Quando um funcionário opta por deixar o cargo, é considerado pedido de demissão, ao invés de demissão involuntária. O fato de um funcionário ter se demitido ou sido demitido é, às vezes, um tópico de disputa, pois, em muitas situações, um funcionário demitido tem direito a indenização por demissão e/ou seguro-desemprego, enquanto aquele que se demite voluntariamente pode não ser elegível. Abdicação é o equivalente à renúncia de um monarca reinante, papa ou titular de outra posição semelhante.

## Exemplos políticos

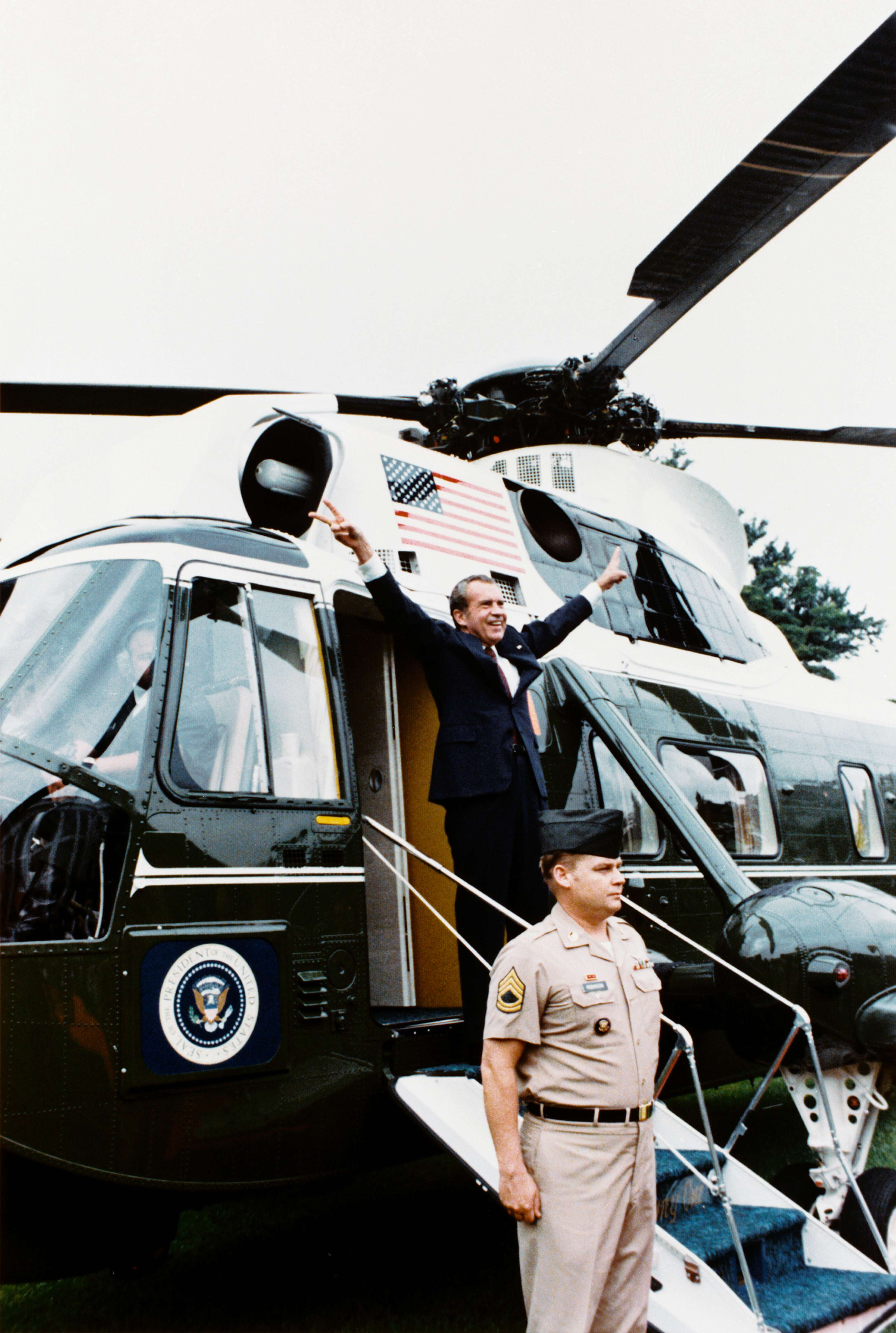
O último gesto de despedida do presidente Nixon após sua renúncia em 1974

A renúncia é uma decisão pessoal de sair de um cargo, embora exista pressão externa em muitos casos. Por exemplo, Richard Nixon renunciou ao cargo de Presidente dos Estados Unidos em agosto de 1974 após o escândalo de Watergate, quando era quase certo que ele teria sofrido impeachment pelo Congresso dos Estados Unidos.

### Manobra deliberada
A renúncia pode ser usada como manobra política, como nas Filipinas em julho de 2005, quando dez funcionários do gabinete renunciaram em massa para pressionar a presidente Gloria Macapagal Arroyo a seguir o exemplo por alegações de fraude eleitoral. O antecessor de Arroyo, Joseph Estrada, foi forçado a deixar o cargo durante a Revolução EDSA de 2001, quando enfrentou o primeiro julgamento de impeachment realizado na história do país.
Em 1995, o primeiro-ministro britânico, John Major, renunciou ao cargo de líder do Partido Conservador para disputar uma eleição de liderança com o objetivo de silenciar seus críticos dentro do partido e reafirmar sua autoridade. Tendo renunciado, ele se levantou novamente e foi reeleito. Ele continuou a servir como primeiro-ministro até ser derrotado nas eleições de 1997.
No entanto, saber se um funcionário tinha a intenção de demitir-se depende de todas as circunstâncias. Como observou a Suprema Corte de Ontário, a saída de um funcionário pode não ser legalmente uma demissão.

### Quando criticado
Embora os funcionários do governo possam apresentar suas demissões, elas nem sempre são aceitas. Isso poderia ser um gesto de confiança no funcionário, como aconteceu com a recusa do presidente dos Estados Unidos, George W. Bush, da renúncia duas vezes apresentada por seu secretário de Defesa, Donald Rumsfeld, durante o escândalo de abusos na prisão de Abu Ghraib.
No entanto, recusar a renúncia pode ser um método de censura severa se for seguida de demissão; Alberto Fujimori tentou renunciar ao cargo de presidente do Peru, mas sua renúncia foi recusada para que o Congresso pudesse impugná-lo.

## Entrega
Para muitas figuras públicas, principalmente políticos que estão deixando o cargo, a renúncia é uma oportunidade de fazer um discurso de despedida, no qual podem elucidar as circunstâncias de sua saída do cargo e, em muitos casos, fazer um discurso poderoso que muitas vezes exige muita atenção. Isso pode ter grande efeito político, especialmente porque, após a renúncia, os ministros do governo não estão mais vinculados à responsabilidade coletiva e podem falar com maior liberdade sobre as questões atuais. 
"Passar mais tempo com a família" é um motivo comum creditado durante renúncias públicas, especialmente como um eufemismo ao se afastar de um escândalo.

## Outras Organizações
Na academia, o reitor de uma universidade ou o editor de uma revista científica também pode renunciar, especialmente nos casos em que uma ideia que vai contra a corrente dominante está sendo promovida. Em 2006, o presidente de Harvard, Lawrence Summers, renunciou após fazer a sugestão provocativa de que a sub-representação das mulheres acadêmicas em matemática e ciências poderia ser devido a outros fatores além da simples discriminação, como inclinação pessoal ou habilidade inata.
Em um clube, sociedade ou outra associação voluntária, um membro pode renunciar a um cargo de dirigente naquela organização ou até mesmo da própria organização. Nas Regras de Ordem de Robert, isso é chamado de "solicitação para ser dispensado de uma obrigação". A renúncia também pode ser retirada.